# Tiến lên, hỡi Đất Mẹ Ethiopia
"Wedefīt Gesigishī Wid Inat ītiyop'iya" (tiếng Amhara: ወደፊት ገስግሺ ውድ እናት ኢትዮጵያ, Wedefīt Gesigishī Wid Inat ītiyop'iya; dịch sang tiếng Việt: Tiến lên, hỡi Đất Mẹ Ethiopia) là quốc ca của Ethiopia, còn được biết đến với cái tên "Yezēginet Kibir" (tiếng Việt: Sự tôn vinh của nhân dân). Bài hát được viết bởi Dereje Melaku Mengesha, được phổ nhạc bởi Solomon Lulu Mitiku. Nó được chọn làm quốc ca năm 1992, thay thế cho bài hát "Ityopya, Ityopya, Ityopya kidemi'' được dùng trong thời Cộng sản.

## Lời

### Tiếng Amharic

#### Chữ Ge'ez
የዜግነት ፡ ክብር ፡ በኢትዮጵያችን ፡ ጸንቶ ፣
ታየ ፡ ሕዝባዊነት ፡ ዳር ፡ እስከዳር ፡ በርቶ ።
ለሰላም ፣ ለፍትሕ ፣ ለሕዝቦች ፡ ነጻነት ፣
በእኩልነት ፡ በፍቅር ፡ ቆመናል ፡ ባንድነት ።
መሠረተ ፡ ጽኑ ፡ ሰብእናን ፡ ያልሻርን ፣
ሕዝቦች ፡ ነን ፡ ለሥራ ፡ በሥራ ፡ የኖርን ።
ድንቅ ፡ የባህል ፡ መድረክ ፡ ያኩሪ ፡ ቅርስ ፡ ባለቤት ፣
የተፈጥሮ ፡ ጸጋ ፡ የጀግና ፡ ሕዝብ ፡ እናት ።
እንጠብቅሻለን ፡ አለብን ፡ አደራ ፣
ኢትዮጵያችን ፡ ኑሪ ፡ እኛም ፡ ባንቺ ፡ እንኩራ ።

#### Chữ Latin
Yäzégennät keber bä-Ityopp'yachen s'änto;
Tayyä hezbawinnät dar eskädar bärto.
Läsälam läfeteh lähezboch näs'annät,
Bä'ekkulennät bäfeqer qomänal bandennät.
Mäsärätä s'enu säbe'enan yalsharen;
Hezboch nän läsera bäsera yänoren.
Denq yäbahel mädräk yakuri qers baläbêt,
Yätäfät'ro s'ägga yäjägna hezb ennat;
Ennet'äbbeqeshallän alläbben adära;
Ityopp'yachen nuri eññam banchi ennekura!

### Dịch sangtiếng Việt
Toàn dân ta đều một lòng tôn kính Ethiopia;
Lòng tự hào dân tộc bừng lên khắp mọi người, khắp mọi nơi.
Vì hoà bình, công lý và tự do cho nhân dân,
Ta cùng đoàn kết đứng lên trong sự bình đẳng và nhân ái.
Củng cố nền tảng của quốc gia, ta đừng đánh mất nhân phẩm của mình;
Nhân dân chúng ta sống nhờ sự cần lao.
Tuyệt vời thay vũ đài của những truyền thống tốt đẹp, những chủ nhân của di sản tổ tiên để lại,
Mẹ Thiên nhiên tươi đẹp của những con người sẵn sàng cống hiến cho Tổ quốc;
Chúng ta thề sẽ làm tròn nghĩa vụ bảo vệ Người;
Tự hào đất Mẹ Ethiopia muôn năm!